# NGC 5435
NGC 5435 – gwiazda podwójna znajdująca się w gwiazdozbiorze Panny, widoczna na niebie w pobliżu pary zderzających się galaktyk NGC 5426/NGC 5427. Zaobserwował ją Wilhelm Tempel w 1882 roku i skatalogował jako obiekt typu „mgławicowego”.